# Arava centre
Le conseil régional d'Arava centre, en hébreu : מועצה אזורית הערבה התיכונה, est situé au sud de la mer Morte. Sa population s'élève, en 2016, à 241 habitants. Toutes les communautés sont situées en bordure de l'autoroute 90 (en) qui traverse Israël, du nord au sud.

## Liste des communautés
- Ein YahavKafr Misr (en)
- Idan (en)
- Kafr Misr (en)
- Paran (en)
- Sapir (en)
- Tzofar (en)
- Tzukim (en)

## Source de la traduction
- (en) Cet article est partiellement ou en totalité issu de l’article de Wikipédia en anglais intitulé « Central Arava Regional Council » (voir la liste des auteurs).